# Joymax Co., Ltd
A Joymax é uma empresa com sede em Seul na Coreia do Sul; fundada em 10 de abril de 1997, que desenvolve jogos eletrônicos. Com a marca de 120 funcionários em agosto de 2007, a Joymax também possui um escritório em San José, na Califórnia.

## Jogos
Jogos desenvolvidos pela Joymax:
- Jogos online (MMORPG):
  - Silkroad Online;
  - Bumpy Crash;
  - Digimon Masters.

- Jogos para PC:
  - Atrox;
  - Tangu & Ullashong;
  - Tangu & Ullashong 2;
  - Yorang, Little Fox;
  - Age of Wanderer;
  - Final Odyssey.

- Jogos para console:
  - Tangu & Ullashong para GamePark 32 (GP32).

- Jogos para Web:
  - Jjibu Jjibu;
  - Star Puzzle.

Jogos distribuídos pela Joymax global:
- Jogos online (MMORPG):
  - Dark Eden desenvolvido pela SOFTON Entertainment;
  - Deco Online desenvolvido pela Rock Soft.